# Sparkasse Barnim

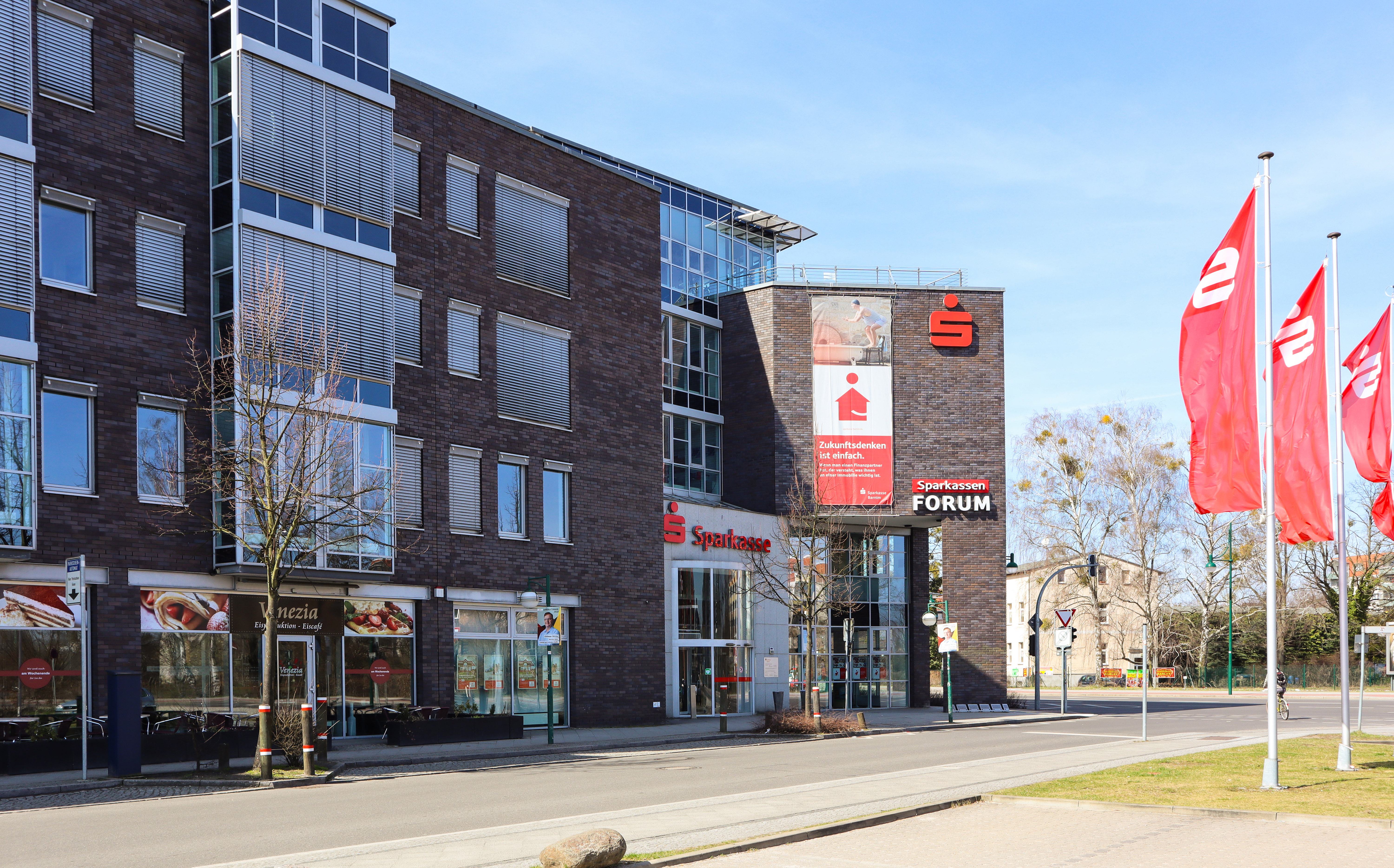

Die Sparkasse Barnim ist eine öffentlich-rechtliche Sparkasse mit Sitz in Eberswalde, Brandenburg. Ihr Geschäftsgebiet ist der Landkreis Barnim.

## Organisationsstruktur
Die Sparkasse Barnim ist eine Anstalt des öffentlichen Rechts. Rechtsgrundlagen sind das Brandenburgische Sparkassengesetz, die Sparkassenverordnung des Landes Brandenburg und die durch den Verwaltungsrat der Sparkasse erlassene Satzung. Organe der Sparkasse sind nach dem Sparkassengesetz der Verwaltungsrat und der Vorstand. Zusätzlich wurde ein Kreditausschuss gebildet.
Der 15-köpfige Verwaltungsrat besteht aus 14 Mitgliedern und dem Vorsitzenden.

## Geschäftsausrichtung und Geschäftserfolg
Die Sparkasse Barnim betreibt als Kreditinstitut das Universalbankgeschäft und ist Marktführer in ihrem Geschäftsgebiet. Die Sparkasse Barnim wies im Geschäftsjahr 2023 eine Bilanzsumme von 2,581 Mrd. Euro aus und verfügte über Kundeneinlagen von 2,101 Mrd. Euro. Gemäß der Sparkassenrangliste 2023 liegt sie nach Bilanzsumme auf Rang 193. Sie unterhält 27 Filialen/Selbstbedienungsstandorte und beschäftigt 319 Mitarbeiter.
Im Verbundgeschäft arbeitet sie mit der Landesbausparkasse NordOst, der DekaBank, der Feuersozietät Berlin Brandenburg AG, der Deutschen Leasing sowie dem S-Broker zusammen.
Sie begleitet Existenzgründungen und unterstützt zahlreiche kulturelle, soziale und sportliche Aktivitäten in der Region. Beispiele für die gezielte Förderung im Landkreis Barnim sind die „Kulturstiftung der Sparkasse Barnim zur Förderung des Kultur- und Musiklebens im Landkreis Barnim und des Choriner Musiksommers“, die „Sparkassenstiftung zur Förderung des Kinder- und Jugendsportes im Landkreis Barnim“, die „Sparkassenstiftung zur Förderung der Wissenschaft im Landkreis Barnim“, die „Stiftung Baudenkmal Bundesschule Bernau“ sowie die „Schulstiftung zur Förderung des Barnimer Wissenszentrum in Bernau Waldfrieden“. Im Laufe der letzten Jahre wurden insgesamt 4,046 Millionen Euro (Stand: 31. Dezember 2012) als Stiftungskapital eingebracht. Zusätzlich wurden im Jahr 2012 insgesamt 176.000 EUR für gemeinnützige Zwecke gespendet.

## Geschichte
Die Sparkasse Barnim entstand im Jahre 1994 im Rahmen der Kreisgebietsreform in Brandenburg durch Fusion der Kreissparkasse Eberswalde mit der Kreissparkasse Bernau. Diese beiden Vorgängerinstitute entstanden jeweils 1952 im Rahmen der Reorganisation der Sparkassen in der DDR. Die geschichtlichen Wurzeln des Sparkassenwesens im heutigen Landkreis reichen zurück bis in das Jahr 1851.